# Iran Times
Iran Times är en oberoende tidning grundad i Washington, D.C. 1970 som innehåller nyheter och debatt som är av intresse för iranier runt om i världen.